# Pierre de Saint-Martin
Pour les articles homonymes, voir Pierre Saint-Martin (homonymie).
Pierre de Saint-Martin est un ecclésiastique gascon du XVIe siècle qui fut évêque de Vannes de 1572 à 1574.

## Biographie
En 1570 le diocèse de Vannes devient vacant et le roi Charles IX de France désigne pour occuper le siège un gascon Pierre de Saint-Martin, docteur en droit, recteur d'Abos, archiprêtre de Notre-Dame de Lembeye dans le diocèse de Lescar et curé de Caupenne dans le diocèse d'Auch. Le pape Pie V envoie ses bulles pontificales de confirmation le 17 mars 1572 en stipulant que le bénéficiaire devait renoncer à ses trois bénéfices ecclésiastiques. Le nouvel évêque prête le serment et roi le  8 juin et prend possession du siège le 12 juillet non sans avoir nommé dès le 25 juin un vicaire général en la personne de Jean de La Haye. Pierre de Saint-Martin n'est jamais consacré et dès janvier 1574 il résigne son siège en faveur de son vicaire général. Ce dernier meurt en août suivant et Pierre de Saint-Martin se prévaut encore plusieurs années plus tard du titre « d'evesque de Vannes en Bretagne » .